# Friherre von Berlepsch

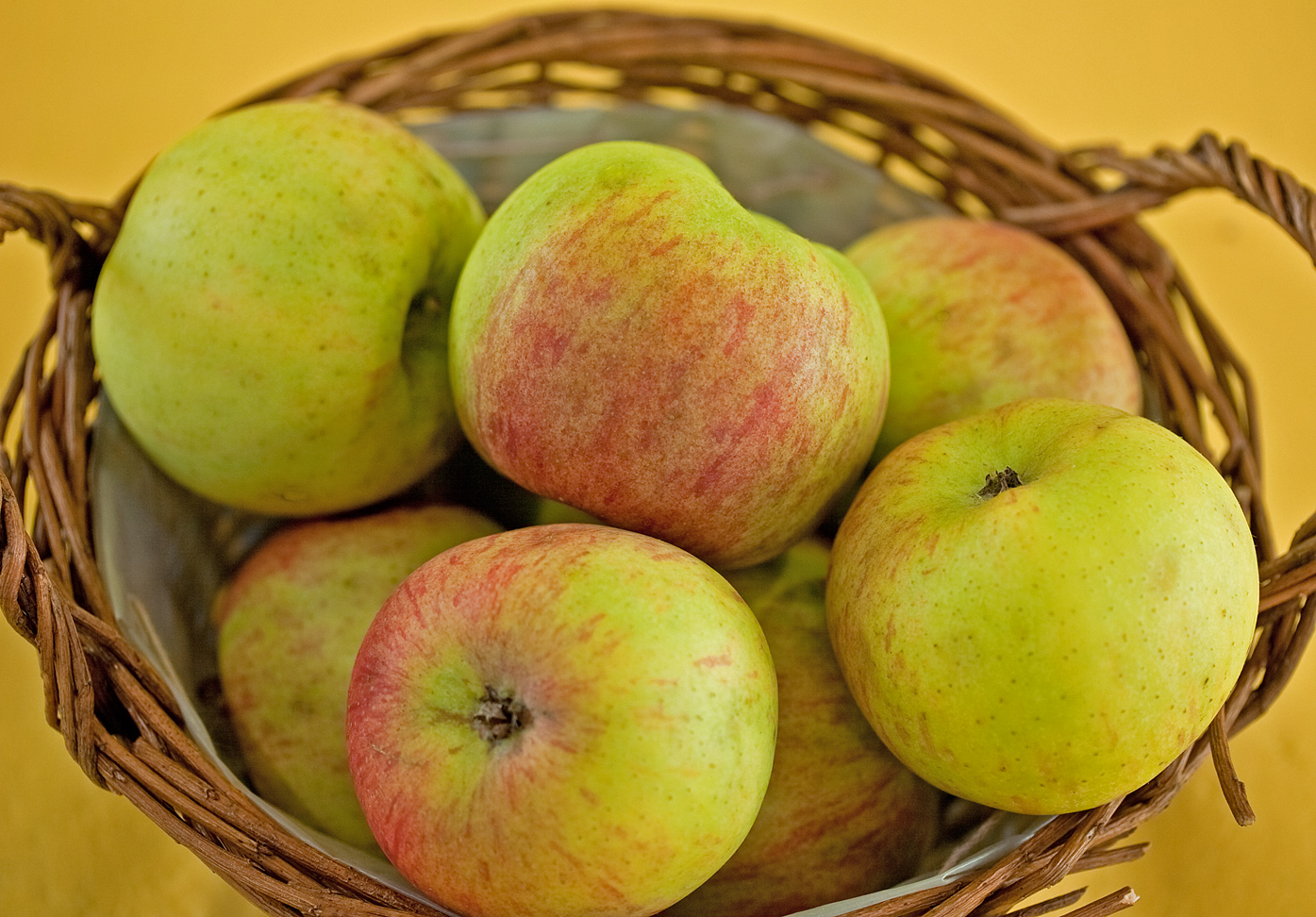
Friherre von Berlepsch

Friherre von Berlepsch är en äppelsort vars ursprung är Tyskland och äpplet är resultatet av en korsning mellan Ananasrenett och Ribston utförd av Diedrich Uhlhorn. Skalet är rött och fruktköttet närmast ljusgult. Köttet är saftigt, en aning syrligt och sött. C-vitaminhalt är ovanligt hög 25mg/100g.  Äpplet mognar i januari och kan därefter lagras till mars. Friherre von Berlepsch är främst ett ätäpple, och äpplen som pollineras av äpplet är bland annat Cox Orange, Filippa, Gul Richard, och James Grieve. I Sverige odlas Friherre von Berlepsch gynnsammast i zon 1-2. Äpplet är lågallergent. Sorten introducerades i Sverige av Bissmark plantskola i Halmstad år 1904. Först år 1925 tog Alnarps Trädgårdar och Ramlösa plantskola upp sorten i sitt sortiment. Sorten har anlag för fruktträdskräfta.